# Rudolf Kautzsch
Rudolf Kautzsch, född den 5 december 1868 i Leipzig, död den 26 april 1945 i Berlin, var en tysk konsthistoriker, son till den evangeliske teologen Emil Kautzsch.
Kautzsch studerade tysk filologi, arkeologi och konsthistoria i Halle, Freiburg im Breisgau och Berlin. Slutligen studerade han i Leipzig där han år 1894 med sin dissertation Einleitende Erörterungen zur Geschichte der deutschen Handschriftenillustration im späteren Mittelalter promoverades till Dr. phil..
Den 4 maj 1896 habiliterade han sig i Halle med sitt  arbete Die Holzschnitte der Kölner Bibel von 1479. I Halle blev han därefter privatdocent och kallades år 1903 till den förste extra ordinarie professorn i ämnet konsthistoria.  Samma år blev han ordinarie professor vid Tekniska högskolan i Darmstadt.
Där blev han kvar till 1911, då han övergick till en tjänst vid universitetet i Breslau. Efter förslag från Aby Warburg ledde Kautzsch år 1912 den internationella konsthistorikerkongressen i Rom. Från år 1915 till sin emeritering år 1930 var han innehavare av lärostolen för konsthistoria vid universitetet i Frankfurt am Main.